# África do Sul nos Jogos Olímpicos de Verão de 1912
A África do Sul competiu nos Jogos Olímpicos de Verão de 1912, em Estocolmo, Suécia. Foram os primeiros jogos em que a África do Sul competiu como uma nação independente.

## Medalhistas

### Ouro
- Kenneth McArthur — Atletismo, Maratona masculina
- Rudolph Lewis — Ciclismo, Individual masculino por tempo
- Harold Kitson e Charles Winslow — Tênis, Duplas masculino descoberto
- Charles Winslow — Tênis, Simples masculino descoberto

### Prata
- Christian Gitsham — Atletismo, Maratona masculina
- Harold Kitson — Tênis Simples masculino descoberto

## Aquáticos

### Natação
Natação nos Jogos Olímpicos de Verão de 1912
Um único nadador competiu pela África do Sul nos Jogos de 1912. Foi a estreia do país na natação. Godfrey competiu em um evento, ficando em quinto em sua bateria das quartas-de-final dos 400 metros livre, não avançando às semifinais.
Posições dadas de acordo com as eliminatórias.
Masculino
| Atleta         | Eventos          | Eliminatória | Eliminatória | Quartas-de-final | Quartas-de-final | Semifinal   | Semifinal   | Final       | Final       |
| Atleta         | Eventos          | Resultado    | Posição      | Resultado        | Posição          | Resultado   | Posição     | Resultado   | Posição     |
| -------------- | ---------------- | ------------ | ------------ | ---------------- | ---------------- | ----------- | ----------- | ----------- | ----------- |
| George Godfrey | 400 metros livre | N/A          | N/A          | 6:30.6           | 4                | Não avançou | Não avançou | Não avançou | Não avançou |

## Atletismo
Atletismo nos Jogos Olímpicos de Verão de 1912
Sete atletas representaram o país em sua terceira participação no esporte. McArthur e Gitsham terminaram em primeiro e segundo, respectivamente, na prova da Maratona, para dar ao país suas únicas medalhas no Atletismo em 1912, além de conseguirem o recorde o olímpico com a marca de McArthur. O recorde olímpico batido por Richardson na semifinal dos 10000 metros foi batido na final, em que ele não concluiu.
Posições dadas de acordo com a bateria de cada atleta.
| Atleta             | Eventos                        | Eliminatória | Eliminatória | Semifinal    | Semifinal    | Final        | Final            |
| Atleta             | Eventos                        | Resultado    | Posição      | Resultado    | Posição      | Resultado    | Posição          |
| ------------------ | ------------------------------ | ------------ | ------------ | ------------ | ------------ | ------------ | ---------------- |
| Christian Gitsham  | Maratona masculina             | N/A          | N/A          | N/A          | N/A          | 2:37:52.0    | Medalha de prata |
| Kenneth McArthur   | Maratona masculina             | N/A          | N/A          | N/A          | N/A          | 2:36:54.8 OR | Medalha de ouro  |
| George Patching    | 100 metros masculino           | ?            | 2 Q          | 19.9         | 1 Q          | 11.0         | 4                |
| George Patching    | 200 metros masculino           | 22.3         | 1 Q          | Não terminou | Não terminou | Não avançou  | Não avançou      |
| George Patching    | 400 metros masculino           | 51.1         | 1 Q          | 50.5         | 3            | Não avançou  | Não avançou      |
| Reuben Povey       | 100 metros masculino           | ?            | 2 Q          | ?            | 2            | Não avançou  | Não avançou      |
| Reuben Povey       | 200 metros masculino           | ?            | 2 Q          | ?            | 5            | Não avançou  | Não avançou      |
| Leonard Richardson | 10000 metros masculino         | N/A          | N/A          | 32:30.3 OR   | 1            | Não terminou | Não terminou     |
| Leonard Richardson | Maratona masculina             | N/A          | N/A          | N/A          | N/A          | Não começou  | Não começou      |
| Leonard Richardson | Cross country individual       | N/A          | N/A          | N/A          | N/A          | 47:33.5      | 8                |
| Arthur St. Norman  | Maratona masculina             | N/A          | N/A          | N/A          | N/A          | Não terminou | Não terminou     |
| Arthur St. Norman  | Marcha atlética 10km masculino | N/A          | N/A          | 50:17.9      | 2 Q          | Eliminado    | Eliminado        |
| John Victor        | 800 metros masculino           | ?            | 3            | Não avançou  | Não avançou  | Não avançou  | Não avançou      |
| John Victor        | 1500 metros masculino          | N/A          | N/A          | 4:12.7       | 3            | Não avançou  | Não avançou      |

## Ciclismo
Ciclismo nos Jogos Olímpicos de Verão de 1912
Um único ciclista representou a África do Sul na segunda participação do país no esporte. Rudolph Lewis ganhou a medalha de ouro,a primeira do país no ciclismo.

### Ciclismo Estrada
| Atleta        | Eventos                        | Final      | Final           |
| Atleta        | Eventos                        | Resultado  | Posição         |
| ------------- | ------------------------------ | ---------- | --------------- |
| Rudolph Lewis | Individual masculino por tempo | 10:42:39.0 | Medalha de ouro |

## Esgrima
Esgrima nos Jogos Olímpicos de Verão de 1912
Um único esgrimista representou o país em sua segunda participação no esporte. Walter Gate, que também havia sido o único esgrimista do país em  1908, competiu nas três armas e foi derrotado na primeira rodada em todas.
| Atleta      | Evento            | Primeira rodada | Primeira rodada | Quartas-de-final | Quartas-de-final | Semifinal   | Semifinal   | Final       | Final       |
| Atleta      | Evento            | Resultado       | Posição         | Resultado        | Posição          | Resultado   | Posição     | Resultado   | Posição     |
| ----------- | ----------------- | --------------- | --------------- | ---------------- | ---------------- | ----------- | ----------- | ----------- | ----------- |
| Walter Gate | Florete masculino | 4 derrotas      | 5               | Não avançou      | Não avançou      | Não avançou | Não avançou | Não avançou | Não avançou |
| Walter Gate | Espada masculino  | 5 derrotas      | 7               | Não avançou      | Não avançou      | Não avançou | Não avançou | Não avançou | Não avançou |
| Walter Gate | Sabre masculino   | 1 vitória       | 4               | Não avançou      | Não avançou      | Não avançou | Não avançou | Não avançou | Não avançou |

## Tiro
Tiro nos Jogos Olímpicos de Verão de 1912
Oito atiradores representaram a África do Sul na sua primeira participação no Tiro Esportivo. O time do país ficou em quarto lugar na competição de Carabina militar por equipes; essa foi a posição mais próxima que o país conseguiu de uma medalha no Tiro. A melhor performance indiviudal foi o décimo lugar de Harvey na Carabina militar. 
| Atleta                                                                                   | Evento                                         | Final     | Final   |
| Atleta                                                                                   | Evento                                         | Resultado | Posição |
| ---------------------------------------------------------------------------------------- | ---------------------------------------------- | --------- | ------- |
| Robert Bodley                                                                            | Carabina três posições 300 m masculino         | 806       | 55      |
| Robert Bodley                                                                            | Carabina 600 m masculino                       | 73        | 54      |
| Robert Bodley                                                                            | Carabina militar três posições 300 m masculino | 78        | 45      |
| Charles Jeffreys                                                                         | Carabina três posições 300 m masculino         | 715       | 70      |
| Charles Jeffreys                                                                         | Carabina 600 m masculino                       | 76        | 42      |
| Charles Jeffreys                                                                         | Carabina militar três posições 300 m masculino | 82        | 34      |
| Albert Johnstone                                                                         | Carabina três posições 300 m masculino         | 741       | 67      |
| Albert Johnstone                                                                         | Carabina 600 m masculino                       | 75        | 43      |
| Albert Johnstone                                                                         | Carabina militar três posições 300 m masculino | 62        | 77      |
| George Harvey                                                                            | Carabina três posições 300 m masculino         | 874       | 40      |
| George Harvey                                                                            | Carabina 600 m masculino                       | 83        | 21      |
| George Harvey                                                                            | Carabina militar três posições 300 m masculino | 90        | 10      |
| Ernest Keeley                                                                            | Carabina três posições 300 m masculino         | 800       | 56      |
| Ernest Keeley                                                                            | Carabina militar três posições 300 m masculino | 89        | 13      |
| Robert Patterson                                                                         | Carabina três posições 300 m masculino         | 810       | 51      |
| Robert Patterson                                                                         | Carabina 600 m masculino                       | 73        | 53      |
| Robert Patterson                                                                         | Carabina militar três posições 300 m masculino | 72        | 59      |
| Arthur Smith                                                                             | Carabina três posições 300 m masculino         | 752       | 64      |
| Arthur Smith                                                                             | Carabina militar três posições 300 m masculino | 56        | 84      |
| George Whelan                                                                            | Carabina três posições 300 m masculino         | 762       | 61      |
| George Whelan                                                                            | Carabina militar três posições 300 m masculino | 64        | 73      |
| Robert Bodley George Harvey Charles Jeffreys Ernest Keeley Arthur Smith Robert Patterson | Carabina militar por equipe masculino          | 1531      | 4       |
| Robert Bodley George Harvey Ernest Keeley Arthur Smith Robert Patterson George Whelan    | Carabina por equipe masculino                  | 4897      | 6       |

## Tênis
Tênis nos Jogos Olímpicos de Verão de 1912
Três tenistas representaram a África do Sul nos Jogos de 1912, a segunda aparição do país no esporte. 
Kitson e Winslow dominaram as competições descobertas. Eles se enfrentaram na final do torneio de simples, com Winslow levando o campeonato e Kitson ficando com a prata. Os dois também formaram uma dupla para o torneio de duplas, derrotando todos os seus adversários para conseguir outra medalha. Tapscott, competindo apenas no simples, avançou até as oitavas-de-final, quando perdeu para um dos futuros semifinalistas.
Masculino
| Atleta                        | Evento             | Primeira rodada          | Segunda rodada                      | Terceira rodada                          | Oitavas-de-final                              | Quartas-de-final                       | Semifinais                            | Final                                    | Final            |
| Atleta                        | Evento             | Adversário Placar        | Adversário Placar                   | Adversário Placar                        | Adversário Placar                             | Adversário Placar                      | Adversário Placar                     | Adversário Placar                        | Posição          |
| ----------------------------- | ------------------ | ------------------------ | ----------------------------------- | ---------------------------------------- | --------------------------------------------- | -------------------------------------- | ------------------------------------- | ---------------------------------------- | ---------------- |
| Harold Kitson                 | Simples descoberto | Bye                      | SWE Leffler W 6-2, 6-1, 6-0         | SWE Möller W 6-2, 6-2, 6-3               | GER Schomburgk W 6-2, 6-2, 6-3                | AUT von Salm W 6-2, 6-2, 6-4           | BOH Žemla W 2-6, 6-3, 6-2, 4-6, 6-2   | RSA Winslow L 7-5, 4-6, 10-8, 8-6        | Medalha de prata |
| Lionel Tapscott               | Simples descoberto | BOH Kodl W 6-4, 6-1, 6-2 | AUT Pipes W 3-6, 7-5, 4-6, 7-5, 7-5 | FRA Blanchy W 1-6, 5-7, 6-3, 6-4, 6-4    | BOH Žemla W 1-6, 4-6, 6-2, 6-4, 6-2           | Não avançou                            | Não avançou                           | Não avançou                              | 9                |
| Charles Winslow               | Simples descoberto | Bye                      | DEN Frigast W 7-5, 6-2, 6-3         | DEN Thayssen W 6-4, 3-6, 6-4, 6-4        | DEN Ingerslev W 6-4, 8-6, 6-4                 | GER Heyden W 6-2, 6-4, 8-10, 4-6, 6-3  | GER Kreuzer W 9-7, 7-5, 6-2           | RSA Kitson W 7-5, 4-6, 10-8, 8-6         | Medalha de ouro  |
| Harold Kitson Charles Winslow | Dublas descoberto  | N/A                      | N/A                                 | DEN Arenholt & Ingerslev W 6-4, 6-1, 6-4 | HUN Kehrling & Zsigmondy W 6-3, 6-3, 7-9, 6-2 | SWE Nylén & Wennergren W 6-3, 7-5, 6-1 | BOH Just & Žemla W 4-6, 6-1, 7-5, 6-4 | AUT Pipes & Zborzil W 4-6, 6-1, 6-2, 6-2 | Medalha de ouro  |